# RT–20
A Ručni Top 20 (rövidítve RT–20, magyarul 20 mm-es kézilöveg) horvát gyártmányú rombolópuska, melyet a fiumei Metallic fejlesztett ki az 1990-es évek közepén. A szerb M–84 és T–72 harckocsik hőképalkotó kamerájának kilövésére tervezték. Forgó-tolózáras rendszerű, egylövetű fegyver. Nagy űrmérete miatt az egyik legerősebb romboló puska, amely napjainkban hadrendben áll.

## Leírás
Az RT–20 puskát az igen erős 20 mm-es lőszerre fejlesztették ki, amelyet eredetileg a második világháborús Hispano-Suiza HS.404 légvédelmi gépágyúhoz rendszeresítettek. Ezt a lőszertípust napjainkban is alkalmazzák légvédelmi gépágyúkhoz, elérhető repesz-romboló és páncéltörő kialakításban is, mindkettő megfelel a rombolópuska feladatkörhöz. A páncéltörő lövedékeket hatékonyan lehet alkalmazni a modern lövészpáncélosok és páncélozott szállítójárművek ellen is. A fegyver repeszgránátja hasonlóan működik, mint a tüzérségi lövegek ilyen eszközei: a lövedék apró szilánkokra, vagyis repeszekre szakad szét, ez kiválóan pusztítja az ellenség élőerejét. A 20×110 mm-es lőszer egy 130 grammos lőportöltetet tartalmaz, ez tolja ki a csőből a lövedéket, melynek csőtorkolati sebessége 850 m/s. A lövedék nagyon hatékony, de a hátraható erők komoly gondot okoznak. A 20 mm-es Hispano lövedéknek négyszer nagyobb hátrarúgása van a 20 kg-os fegyverből kilőve, mint az .50 BMG (12,7×99 mm) lövedéknek, a 10 kg-os Barrett M95 fegyverből kilőve. A hátrarúgás elviselhető mértékre csökkentése érdekében a horvát tervezők kifejlesztettek egy igen érdekes ellen-hátrarúgás rendszert, amely egy reaktív működési elvet alkalmaz. A rendszer magában foglal egy nagy reaktív csövet, amelyet a puskacső fölé helyeztek. A cső elülső vége összeköttetésben áll a puskacsővel, annak középső részén. A cső hátsó része egy reaktív fúvókában végződik. Mikor a fegyverrel tüzelnek, a forró lőporgázok egy része a felső csövön keresztül távoznak, ezzel egy visszarobbanást létrehozva, így csökkentve a hátrarúgást. A puskacsövön elhelyezett méretes csőszájfék is tovább segít a visszarúgás csökkentésében.
A reaktív rendszert, amely népszerű a nagy kaliberű hátrasiklás nélküli lövegeknél (80–100 mm-eseknél vagy annál nagyobbaknál), még egyetlen kézifegyver esetében sem alkalmazták. Ez a rendszer, míg hatásos a hátrarúgás csökkentésében, rendelkezik hátrányokkal is. Először is a lövésznek ismernie kell néhány speciális lövéstechnikát, hogy ne sérüljön meg az ellenrobbanástól. Másodszor ugyanebből az okból a fegyvert nem lehet szűk helyiségekben használni és nem szabad olyan helyen sem alkalmazni, ahol a lövész mögött valamilyen építmény, például fal található. Harmadszor az ellenrobbanás felfedheti a lövész pozícióját az ellenség előtt.
A rendszer további részei viszonylag egyszerűek. A forgó-tolózár zárja a puskacsövet. Az RT–20 egylövetű fegyver, így nincs tölténytárja. A puskatusa és a pisztolymarkolat az elsütőbillentyűvel a puskacső alatt található, így lényegében a fegyver bullpup kialakítású. Az RT–20 nem rendelkezik nyílt irányzékkal, de felszereltek rá egy távcsöves optikai irányzékot a puskacső bal oldalára.
Az 1990-es évek második felében a fegyvert sikeresen alkalmazták a délszláv háborúban.

## Rendszeresítők
- Horvátország – 80 darab hadrendben

## Fordítás
- Ez a szócikk részben vagy egészben  a   RT-20 (rifle) című angol Wikipédia-szócikk ezen változatának fordításán alapul.  Az eredeti cikk szerkesztőit annak laptörténete sorolja fel. Ez a jelzés csupán a megfogalmazás eredetét és a szerzői jogokat jelzi, nem szolgál a cikkben szereplő információk forrásmegjelöléseként.